# Salon5

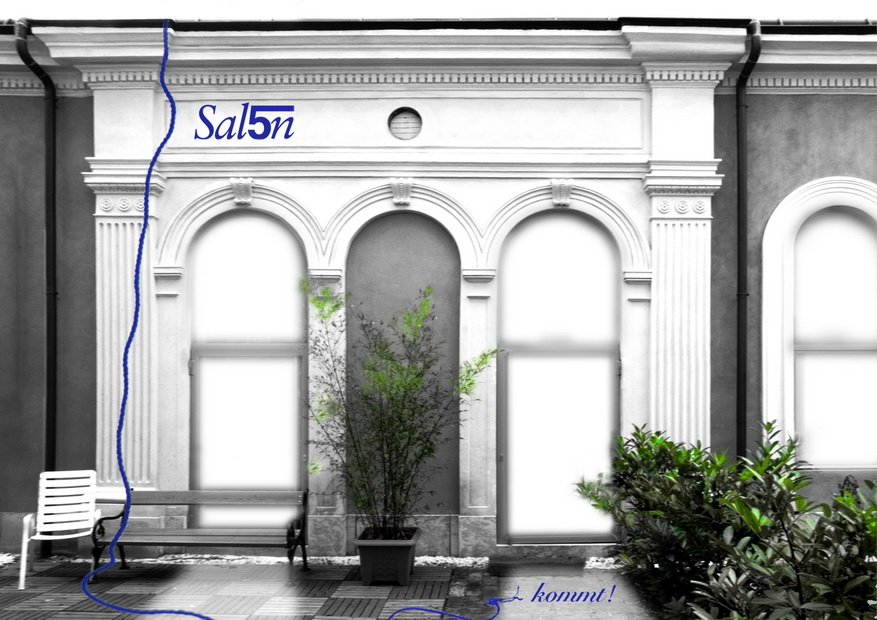
Eingang des Salon5

Der Salon5 war ein privates Theater im damaligen Brick-5, das nun in Brick-15 umgetauft wurde. In dem Brick-15 in der Herklotzgasse 21 im 15. Wiener Gemeindebezirk, werden neben der darstellenden Kunst auch andere Kunstformen vermittelt. Das Theater wurde im Januar 2008 eröffnet und bis 2017 betrieben.

## Konzept
Das Konzept des Salon5 stammte von einer Gruppe von Theaterschaffenden um die Regisseurin und Autorin Anna Maria Krassnigg. Das international tätige Ensemble war von 1998 bis 2007 in Zürich und Luxemburg ansässig und verwirklichte in dieser Zeit zahlreiche Theaterproduktionen vornehmlich im deutschsprachigen. Mit dem Salon5 arbeitete das Ensemble erstmals kontinuierlich an einem Ort – in Wien – und hatte dabei auch Wiener Künstler zu Gast.
Das Konzept des Salon5 war auf Kommunikation ausgerichtet – Besucher sollten direkt nach der Arbeit in den Salon5 kommen, um sich in loft-ähnlicher Atmosphäre auf das Stück einstimmen zu können. Auch nach den Vorstellungen sollte das Publikum zum „nicht konventionellen Austausch über Inhalte“ eingeladen werden.

## Spielplan
Das Haus wurde am 15. Januar 2008 mit einer Uraufführung der Romandramatisierung „Vincent-Torture the Artist“ von Joey Goebel eröffnet. Am 12. September 2008 wurde im Salon5 die Bühnenversion des Romans Ich und Kaminski von Daniel Kehlmann unter der Regie von Anna Maria Krassnigg uraufgeführt.  Neben dem Ensemble des Salon5 wirkten dabei eine Reihe bekannter österreichischer Schauspielerinnen und Schauspielern per Video mit (u. a. Erni Mangold, Miguel Herz-Kestranek, Markus Kupferblum, Ernst Stankovski und Otto Tausig). Ab der Spielzeit 2014/15 bestand eine strategische Partnerschaft mit dem Theater Nestroyhof Hamakom im 2. Bezirk, dessen Räumlichkeiten ebenfalls für Produktionen des Salon5 genutzt wurden.